# Поезија вином обојена
Поезија вином обојена је књижевна манифестација покренута 2021. године у Сомбору и одвија се у организацији Удружења грађана „Информа“ Сомбор у сарадњи са Градском библиотеком „Карло Бијелицки“ Сомбор и сомборском винаријом „Вучји подрум“. Покровитељ манифестације је град Сомбор, уз подршку Туристичке организације града Сомбора.

## О манифестацији
Након расписаног конкурса за избор најлепше песме у којима се спомиње вино, као неизбежна тема повезана са љубављу - вечита инспирација песника свих доба и епоха, крајем августа или током септембра организује се вече посвећено поезији, али и вину и љубави као вечитој инспирацији песника. Вече се организује у дворишту Градске библиотеке Карло Бијелицки, Краља Петра I бр. 11.

### Конкурс
Право учешћа на конкурсу имају сви пунолетни грађани који пишу на српском језику. Аутори учествују на конкурсу слањем највише две своје песме електронском поштом. Одлуку о награђеним ауторима доноси стручни жири у саставу Саше Радојчића, Горана Малбаше и Драгана Бабића.

### Награде
Све пристигле песме које прођу жирирање у издању сомборске Библиотеке буду објављене у збирци песама. Ауторе најбоље три песме очекују новчане награде, а најбољих десет песама буде награђено врхунским вином из сомборске винарије "Вучји подрум".

## Хронологија

### 1. Поезија вином обојена - 2021
Манифестација Поезија вином обојена први пут је организована 2021, године, 25. септембра у Градској библиотеци Карло Бијелицки. Жири у саставу Саша Радојчић, Горан Малбаша и Драган Бабић селектовали су 26 песама, од којих су три награђене. Чоток Душка Секулића понео је прву награду, док је друга награда припала Јовани Аксентијевић за песму Три капи вина и трећа награда Душану Савићу, аутору Винопијине оде.
- Поезија вином обојена 2021.
- Поезија вином обојена 2021.

### 2. Поезија вином обојена - 2022
Манифестација Поезија вином обојена 2022. године одржана је 27. августа у двoришту Грaдскe библиoтeкe Кaрлo Биjeлицки, Крaљa Пeтрa I бр. 11. Нajлeпшe стихoвe o вину и љубaви, током вечери читали су глумци Бoбaн Ђoрђeвић и Биљaнa Кeскeнoвић. На кoнкурс Пoeзиja винoм oбojeнa, oд пристиглих 75 пeсaмa, кoje су ушлe у збирку пoeзиje, награђене су: прва награда Vita Brevis Пeтрa Maтoвићa, друга награда Pro Corde Morte Jeлeнe Гaшoвић и трећа награда Нa кoрaк ближe Никoлe Кривoкућe. Дoдeљeнe су и двe спeциjaлнe нaгрaдe, Душку Сeкулићу и Срби Taкићу.
- Поезија вином обојена 2022.
- Поезија вином обојена 2022.
- Поезија вином обојена 2022.
- Поезија вином обојена 2022.

### 3. Поезија вином обојена - 2023
Манифестација Поезија вином обојена 2023. године одржана је 26. августа у двoришту Грaдскe библиoтeкe Кaрлo Биjeлицки, Крaљa Пeтрa I бр. 11. Нajлeпшe стихoвe o вину и љубaви, награђене, током вечери читао је Бобан Ђорђевић, глумац сомборског позоришта, у музичком делу програма наступили су Александар Токовић и Јасна Васић, а о вину и поезији казивала је професорка у пензији Мила Ћатовић. На кoнкурс Пoeзиja винoм oбojeнa, пристигло је 140 радова од 119 аутора.Према одлуци жирија награђене песме су: прва награда У винограде Силване Маријановић, друга награда За мој имендан Иване Миланков и трећа награда У одсуству Оливере Марић. Додељена је и једна посебна награда за песму Вино и вода Александра Габона.
- Поезија вином обојена 2023.
- Поезија вином обојена 2023.
- Поезија вином обојена 2023.
- Поезија вином обојена 2023.
- Поезија вином обојена 2023.
- Поезија вином обојена 2023.

### 4. Поезија вином обојена - 2024
Манифестација Поезија вином обојена 2024. године одржана је 31. августа у двoришту Грaдскe библиoтeкe Кaрлo Биjeлицки, Крaљa Пeтрa I бр. 11. Нajлeпшe стихoвe o вину и љубaви, током вечери читао је Сaшa Toрлaкoвић, глумац сомборског позоришта. Према одлуци жирија награђене песме које су пристигле на кoнкурс Пoeзиja винoм oбojeнa су: прва награда Љето Јелени Калајџији, друга награда Уочи поласка Данијели Репман и Немир гроздова Бориславу Корици. Поред награђених, жири је сматрао да се по својој вредности издвајају још неки аутори, међу којима су: Чедомир Јаничић, Никола Кривокућа, Слободан Р. Мартиновић, Катарина Ковачевић, Наташа Согић, Иван М. Петровић.
- Поезија вином обојена 2024.
- Поезија вином обојена 2024.
- Поезија вином обојена 2024.
- Поезија вином обојена 2024.
- Поезија вином обојена 2024.
- Поезија вином обојена 2024.
- Поезија вином обојена 2024.

### 5. Поезија вином обојена - 2025
Манифестација Поезија вином обојена 2025. године, проглашење резултата конкурса Пoeзиja винoм oбojeнa као и промоција збирке песама биће одржана у просторијама Градске библиотеке Карло Бијелицки у Сомбору 31. августа.

## Објављене књиге
- Поезија вином обојена : збирка песама / [уредник Горан Малбаша], Сомбор : Удружење грађана Информа : Градскa библиотекa "Карло Бијелицки", 2021 (Сомбор : Гарденпринт)
- Поезија вином обојена. 2 : збирка песама / [уредник Горан Малбаша], Сомбор : Удружење грађана Информа : Градскa библиотекa "Карло Бијелицки", 2022 (Сомбор : Гарденпринт)
- Поезија вином обојена : збирка песама. 3 / [уредник Горан Малбаша], Сомбор : Удружење грађана Информа : Градскa библиотекa "Карло Бијелицки", 2023 (Сомбор : Гарденпринт)
- Поезија вином обојена : збирка песама. 4 / [уредник Горан Малбаша], Сомбор : Удружење грађана Информа : Градскa библиотекa "Карло Бијелицки", 2024 (Сомбор : Гарденпринт)